# Podgórz (gromada)
Podgórz (pod koniec Podgórze)  – dawna gromada, czyli najmniejsza jednostka podziału terytorialnego Polskiej Rzeczypospolitej Ludowej w latach 1954–1972.
Gromady, z gromadzkimi radami narodowymi (GRN) jako organami władzy najniższego stopnia na wsi, funkcjonowały od reformy reorganizującej administrację wiejską przeprowadzonej jesienią 1954 do momentu ich zniesienia z dniem 1 stycznia 1973, tym samym wypierając organizację gminną w latach 1954–1972.
Gromadę Podgórz z siedzibą GRN w Podgórzu utworzono – jako jedną z 8759 gromad – w powiecie łomżyńskim w woj. białostockim, na mocy uchwały nr 18/V WRN w Białymstoku z dnia 4 października 1954. W skład jednostki weszły obszary dotychczasowych gromad Podgórz, Siemień, Siemień Rowy, Stara Łomża, Zosin i Giełczyn ze zniesionej gminy Kupiski w tymże powiecie. Dla gromady ustalono 14 członków gromadzkiej rady narodowej.
1 stycznia 1958 roku do gromady Podgórz przyłączono obszar zniesionej gromady Pniewo.
W 1971 roku wykaz gromada występuje już pod nazwą Podgórze.
Gromada przetrwała do końca 1972 roku, czyli do kolejnej reformy gminnej.